# Attimi d'amore
Attimi d'amore è l'ottavo album del cantante siciliano Gianni Celeste, cantato in lingua napoletana, pubblicato nel 1990.

## Tracce
1. T'aspetto
2. Intimità
3. Tu me fai campà
4. Amico mio
5. La promessa
6. Pe stà cu tte
7. Si tu
8. Cu tte 'mparadiso
9. Ultimi giorni d'estate
10. Non buttare l'amore